# Championnats du monde de trail
Les championnats du monde de trail (anglais: IAU World Trail Championships) sont une compétition sportive de trail organisée depuis 2007 par l'International Association of Ultrarunners (IAU) et co-organisé avec l'International Trail Running Association depuis 2016. La dernière édition s'est déroulée le 8 juin 2019 à Miranda do Corvo, au Portugal et a été remportée par le Britannique Jonathan Albon et la Française Blandine L'Hirondel.

## Histoire
Depuis quelques années, des compétitions fédérales et nationales s'organisent sous forme de championnats. Ces championnats sont concurrencés par des circuits privés soutenues par des marques. Cependant à l'exception de quelques traileurs qui boudent ces championnats, la densité de coureurs est représentative du niveau mondial en trail.
En 2021, les championnats sont remplacés par les championnats du monde de course en montagne et trail qui combinent également les championnats du monde de course en montagne et les championnats du monde de course en montagne longue distance.

## Éditions
| Édition | Date            | Lieu             | Champion du monde     | Championne du monde |
| ------- | --------------- | ---------------- | --------------------- | ------------------- |
| 1re     | 8 décembre 2007 | Huntsville       | Jarosław Janicki      | Norimi Sakurai      |
| 2e      | 12 juillet 2009 | Serre Chevalier  | Thomas Lorblanchet    | Cecilia Mora        |
| 3e      | 9 juillet 2011  | Connemara        | Erik Clavery          | Maud Gobert         |
| 4e      | 6 juillet 2013  | Conwy            | Ricky Lightfoot       | Nathalie Mauclair   |
| 5e      | 30 mai 2015     | Annecy-le-Vieux  | Sylvain Court         | Nathalie Mauclair   |
| 6e      | 29 octobre 2016 | Gerês            | Luis Alberto Hernando | Caroline Chaverot   |
| 7e      | 10 juin 2017    | Badia Prataglia  | Luis Alberto Hernando | Adeline Roche       |
| 8e      | 12 mai 2018     | Peñagolosa       | Luis Alberto Hernando | Ragna Debats        |
| 9e      | 8 juin 2019     | Miranda do Corvo | Jonathan Albon        | Blandine L'Hirondel |

## Podiums

### Hommes
| Édition | Or                    | Argent                | Bronze             |
| ------- | --------------------- | --------------------- | ------------------ |
| 2007    | Jarosław Janicki      | Marc Vanderlinden     | José Azevedo       |
| 2009    | Thomas Lorblanchet    | Dawa Dachhiri Sherpa  | Matthias Dippacher |
| 2011    | Erik Clavery          | Jason Loutitt         | Patrick Bringer    |
| 2013    | Ricky Lightfoot       | Florian Neuschwander  | Julien Rancon      |
| 2015    | Sylvain Court         | Luis Alberto Hernando | Patrick Bringer    |
| 2016    | Luis Alberto Hernando | Nicolas Martin        | Sylvain Court      |
| 2017    | Luis Alberto Hernando | Cristofer Clemente    | Cédric Fleureton   |
| 2018    | Luis Alberto Hernando | Cristofer Clemente    | Tom Evans          |
| 2019    | Jonathan Albon        | Julien Rancon         | Christian Mathys   |

### Femmes
| Édition | Or                  | Argent            | Bronze              |
| ------- | ------------------- | ----------------- | ------------------- |
| 2007    | Norimi Sakurai      | Helena Crossan    | Adela Salt          |
| 2009    | Cecilia Mora        | Angela Mudge      | Lizzy Hawker        |
| 2011    | Maud Gobert         | Cecilia Mora      | Lucy Colquhoun      |
| 2013    | Nathalie Mauclair   | Aurélia Truel     | Maria Chiara Parigi |
| 2015    | Nathalie Mauclair   | Caroline Chaverot | Maite Maiora        |
| 2016    | Caroline Chaverot   | Azara García      | Ragna Debats        |
| 2017    | Adeline Roche       | Amandine Ferrato  | Silvia Rampazzo     |
| 2018    | Ragna Debats        | Laia Cañes        | Claire Mougel       |
| 2019    | Blandine L'Hirondel | Ruth Croft        | Sheila Avilés       |